# Claudio Corvalán
Gastón Claudio Corvalán (Quilmes, 23 marzo 1989) è un calciatore argentino, difensore dell'Unión (SF).

## Caratteristiche tecniche
È un terzino sinistro.